# Pilón Lajas biosfærereservat
Pilón Lajas biosfærereservat og kommunale områder (Reserva de Biosfera y Tierra Comunitaria de Origen Pilón Lajas) er et beskyttet område i Bolivia beliggende i departementerne La Paz ( Sud Yungas, Larecaja og Franz Tamayo provinserne) og Beni (José Ballivián provinsen), i deres nordlige og vestlige dele, henholdsvis omkring 350 km nordøst for La Paz og 50 km vest for San Borja. Det ligger stort set inden for den bolivianske Yungas økoregion. Den vigtigste flod, der løber i Pilon Lajas-området, er Quiquibey-floden.
I 2004 var den oprindelige befolkning i Pilón Lajas 1.394, fordelt på 25 samfund. Disse beboere er overvejende medlemmer af Mosetén-, Tsimané- og Tacana-folkene, men de omfatter også indgiftede Quechuas, Aymaras, Lecos og Yuracares. :145 

## Biosfærereservat
Pilón Lajas blev erklæret et biosfærereservat af UNESCO i 1977.:143–44 Den bolivianske regering udpegede det til et oprindeligt territorium og biosfærereservat gennem højeste dekret 23110, udstedt i 1992. :143–44 Det multietniske Tsimané Moseten Regional Council (spansk: Consejo Regional Tsimane Moseten; CRTM) blev dannet i 1992 og modtog titlen til reservatet som Native Community Land eller TCO i 1997.  :143–44 